# Aston Bathroom Appliances Co
Aston är en kinesisk tillverkare av sanitetsgods. Företaget grundades 1994 och har sitt högkvarter i Nanhai City, Guangdongprovinsen. Företaget har ca 150 olika modeller av badkar, handfat, toaletter och duschkabiner som tillverkas i fabriken.
Aston omsätter 2.5 -5 miljoner dollar per år